# ブリッグス・ラウシャー反応
ブリッグス・ラウシャー反応は振動反応として知られる数少ない反応のひとつである。色の変化が著しいため実演に特に適している。はじめ無色の溶液はだんだん琥珀色に変化し、突然ダークブルーに変化する。その後ゆっくりと無色に戻り、このサイクルが一般的にはおよそ10回続く。最終的にはヨウ素の強い臭いとダークブルーの溶液が残る。

## 概要

### 最初の状態
溶液は最初の状態で過酸化水素、ヨウ素酸塩、触媒としてマンガン(IV)イオン、反応性の低い強酸（硫酸もしくは過塩素酸が望ましい）、エノールなどの有機化合物で炭素原子に水素原子が結合したもの（ヨウ素をヨウ化物イオンに還元するためで、マロン酸が最適）、そして付加的なものとしてデンプンを急激なヨウ化物イオンの濃度上昇とヨウ化物イオンのヨウ素への変化に伴う、黄色からダークブルーへの突然の溶液の色の変化を見るために指示薬として加える。（デンプン指示薬）この反応にはヨウ化物イオンとヨウ素単体の両方が必要であるため、両方の検出に利用できる。
この反応は塩化物イオンの存在により「汚染」されてしまう。この溶液は最初の時点での濃度にはあまり左右されず振動反応を起こす。より実演に適した調製方法については、Shakhashiriもしくは外部リンクの実験前にを参照されたい。 

## 歴史
最初に均質な溶液での振動反応が報告されたのは、1921年、W.C.ブレイが酸性溶液下で過酸化水素とヨウ素酸塩の間で行われるブレイ・リーブハウスキー反応を報告した時であった。しかし、実験が難しかったため化学者の関心をほとんど集めることはなかった。
1958年にはソビエト連邦のボリス・ベロウーソフがベロウソフ・ジャボチンスキー反応を発見した。この反応は実験には適していたが、こちらも化学者からは懐疑的な目が向けられた（当時は振動反応自体が無視される傾向にあった）。しかし1964年に同じくソビエト連邦のアナトール・ジャボチンスキーがベロウーソフの発見した反応についての論文を発表した。

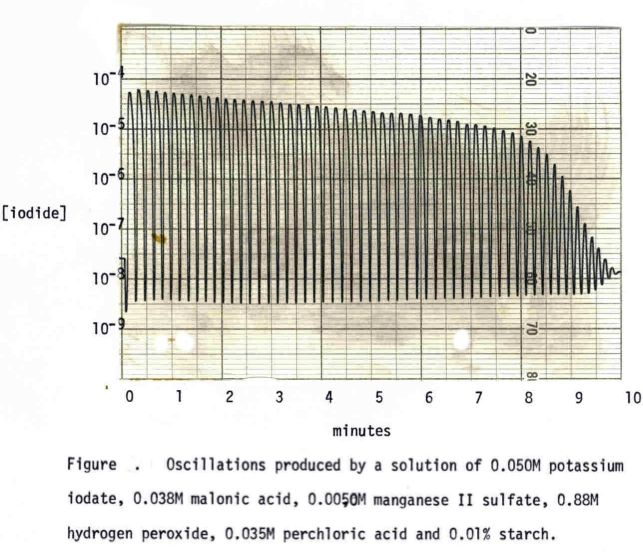
1972年7月にブリッグスとラウシャーが実験で使ったオシログラフに残る記録

1972年5月にはJournal of Chemical Educationに2つの論文が掲載され、それがサンフランシスコにあるガリレオ科学技術アカデミーの化学教授、トーマス・ブリッグス（Thomas S. Briggs）とウォーレン・ラウシャー（Warren C. Rauscher）の目に留まった。2人はこの反応を研究し、ベロウソフ・ジャボチンスキー反応の臭素酸塩をヨウ素酸塩に置き換え、さらに過酸化水素水を追加した。そして指示薬として色の変化がはっきり分かるようにデンプンを加えた。二人はこの発見を翌1973年に発表し、以降多くの研究者がこの特異な反応に知識を積み重ねていった。

## 時間軸で見た際の反応の様子
この反応では周期的な変化を繰り返すが、その様子は緩急がはっきりついている。ゆっくりとした変化は色の変化が激しいが、色調の急激な変化に邪魔されている。ゆっくりとした反応と素早い反応は溶液中で同時に起こっている。例えば、ヨウ化物イオンの濃度を陽・陰極とも銀としてオシログラフにつないで調べると、ゆっくりとした反応とは別にその数倍の規模で振動している反応が見られる。（詳細は映像を参照）この振動は溶液の温度にあまり左右されず持続するが、温度が上がると振動が速くなり、全ての反応の速さが上がり、物質の性質が変化する様子が観察できる。（外部リンクの温度による影響を参照）温度が上がり溶液が活性化することは反応が続いている間は色の鋭敏な変化の原因となるか、空間的な変化がみられる。（映像を参照）反応が続いている間は酸素の泡が出続け、多くの場合最終的には多量のヨウ素が残る。

## 変種

### 最初の濃度が異なる物
上述のように、この反応は最初の濃度に大きく左右されずに振動する。振動測定の実演の場合、希釈した溶液を使用すれば色の変化は弱くなるが振動の周期が短くなり、グラフの例では8分間で40回以上の振動を見せる。

### 有機基質が異なる物
マロン酸を他の有機化合物で置き換える。例としてアセトンやアセチルアセトン、そしてより魅力的な化合物が使用されている。これらのオシログラフの結果は特徴的なものが多く現れており、サーレイの報告に記述されている。

### 溶液を流し続ける物
この反応での振動は連続槽型反応器を使用すると不明瞭になる。これは反応器の中には連続的に反応溶液が流入しており、また余分な溶液は流出するためである。

### 2次元の状態での空間でのプロット
デンプンを加えずにヨウ素の濃度を測光法で測る。また、これと同時にヨウ化物イオンの濃度をヨウ素選択的電極を用いて測る。この結果をX-Y座標平面上に記録すると歪んだらせんが得られる。連続槽型反応器で同様の測定を行った場合、らせんではなく閉じた円（リミットサイクル）となる。

### 蛍光性物質を使用した実験
デンプンを蛍光性塗料で置き換えると、ワインバーグとマイスキンが2007年に発表した紫外線下でできる蛍光実験となる。

### 生物学の分析
この反応は食品中に抗酸化物質として取り入れる手段とすることが提案されている。振動反応の物質を加えた時点で反応が始まり、活量に応じた周期が経過した後に止まるようテストされている。実在する分析の方法と比較して早く簡単にでき、ヒトの胃液のpHに近い酸で実験できる。詳細な解説は、外部リンクの実験前にを参照されたい。

## 原理
詳細な原理は非常に複雑である。
この反応における本質的な特徴は2つの鍵となるプロセスである。（このプロセスには他に多くの反応が伴う）
- A（非ラジカルプロセス）:ヨウ素がマロン酸に還元されてヨウ素酸イオンとなる、ゆっくりとした反応。中間生成物としてヨウ化物イオンが生成される。
- B（ラジカルプロセス）:マンガンを触媒として過酸化水素水とヨウ素酸イオンがヨウ素と酸素に分解する速い反応。中間生成物としてフリーラジカルが生成される。このプロセスはヨウ化物イオンを最大限消費する。

しかしプロセスBはヨウ化物イオンの濃度が低い時にしか起こらないため、下のような反応が起こる。
初めは、ヨウ化物イオンは濃度が低いためプロセスBはヨウ素を生成し、少しずつ蓄積していく。その間にプロセスAが中間生成物であるヨウ化物イオンを生成し、その濃度はヨウ素に比例して上昇していく。一定点に到達すると、これがプロセスBを大きく凌駕するようになり、ヨウ化物イオンの生成が止まるが、プロセスAは反応し続けている。このようにしてヨウ化物イオンとヨウ素の濃度は下がり始め、プロセスBが再開するところまで下がる。このようにして反応は繰り返される。
全体の反応式を合成すると次のようになる。
IO3− + 2H2O2 + CH2(COOH)2 + H+ → ICH(COOH)2 + 2O2 + 3H2O
溶液の色は2つのプロセスが調和して呈している。ゆっくり黄色が濃くなるのはプロセスBでヨウ素が生成するためで、プロセスBが止まり、ヨウ化物イオンの濃度が上昇すると突然青紫色に変化する。しかしプロセスAが反応し続けているため、ヨウ素は還元されゆっくりと透明な状態に戻っていく。最後の反応は目には見えないが、適切な電極を使ってオシログラフにつなぐとその様子を観察できる。
元に戻る循環（プロセスAの媒介が必要）は遅れを含んでいるが、振動の供与など多くの点で総合的な原理が物理的である。均質な溶液中で化学的に反応する「無機的な」物は非常にまれである。（ベロウソフ・ジャボチンスキー反応の元に戻る循環に似た物がある。）

### 映像
- 溶液をかき混ぜ続けると同じ色の変化が速く繰り返されることの実験 - YouTube
- 溶液をかき混ぜ続け、約16回色が振動すると色がだんだん濃くなってくることの実験 - YouTube
- 溶液をかき混ぜなかった場合の、空間的な変化が小さい時の実験 - YouTube
- 溶液をかき混ぜなかった場合の、空間的な変化が極端に大きい時の実験 - YouTube
- ヨウ素デンプン反応が遅いので、反応していないヨウ素がはっきりと確認できる実験 - YouTube
- ヨウ素選択的電極を使用してI-の濃度の時間軸における変化をグラフに表す実験 - YouTube

### 温度の影響
- これら4つの映像では、温度の振動への影響が鮮明に現われていることが分かる。:10°C - YouTube、22°C - YouTube、40°C - YouTube、60°C - YouTube

### 実験前に
- NCSU (PDF)
- 原理の簡単な説明（about.com、英語）